# Et-Zeichen
Das Et-Zeichen, auch Und-Zeichen oder kaufmännisches Und-Zeichen, ist ein in bestimmten Fällen verwendbares Ersatzzeichen für das Wort „und“ (lat. et). Es wird umgangssprachlich auch als Kaufmanns-Und, kaufmännisches Und oder Firmen-Und bezeichnet, da es im Geschäftsbereich vielfach verwendet wird und in zahlreichen Namen von Firmen enthalten ist.

## Bedeutung und Verwendung

### Zeichen für „und“

Das Et-Zeichen in moderner Druckschrift

Eine historische Form des Zeichens. Das lateinische Et ist noch gut zu erkennen.

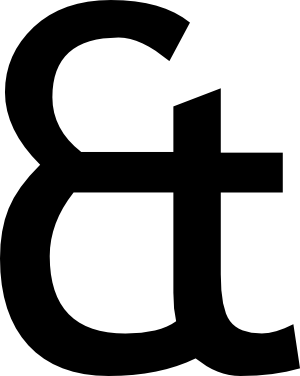
Alternative Form in der Schrift Trebuchet MS, als Et-Ligatur erkennbar

Das Et-Zeichen repräsentiert das Wort „und“. Ursprünglich wurde es vor allem zur Schreibung von Firmenbezeichnungen verwendet, z. B. Dolce & Gabbana, Lekkerland AG & Co. KG. Auch etliche Namen von Künstlerduos und Musikgruppen werden mit & geschrieben, z. B. Pat & Patachon, Al Bano & Romina Power oder Simon & Garfunkel. Weiterhin findet man das Zeichen in Titeln etwa von Filmen (z. B. Thelma & Louise, Tom & Jerry), Büchern und Zeitschriften (z. B. Essen & Trinken), Musikalben (z. B. Reich & sexy) usw.
Der Duden beschreibt einen eingeschränkten Gebrauch des Et-Zeichens: „[Das Zeichen] wird aber nur bei Firmenbezeichnungen und in daran angelehnten Titeln, Überschriften usw. angewendet.“
Die 2020 herausgegebene Fassung der DIN 5008 beschreibt die Verwendung in Unternehmensbezeichnungen sowie in zusammengehörigen Wortpaaren in Titeln und Überschriften, beispielsweise „Abteilung Forschung & Entwicklung“.
Abgesehen von derartigen Eigennamen und Titeln wird ein und normalerweise nicht durch & ersetzt. Als Abkürzung für und ist stattdessen u. vorgesehen; diese Abkürzung wird aber in gepflegten Texten gemieden, weil sie die Lesbarkeit beeinträchtigt und nur ein Zeichen einspart.
Das Zeichen & hat dennoch auch außerhalb des Bereichs der Eigennamen und Werktitel eine gewisse Verbreitung gefunden, zum Beispiel bei formelhaften Schreibweisen wie R&B (kurz für Rhythm and Blues) oder B&B (kurz für Bed and Breakfast). Im werblichen Bereich werden ähnliche „Paarformeln“ gelegentlich mit & geschrieben („Spaß & Abenteuer auf Mallorca“).
Maximale Kürze und Prägnanz kann vorteilhaft sein, etwa bei der Beschriftung von Menüpunkten und Auswahl-Buttons im Internet. Im Online-Handel sind Auswahl-Kategorien der Art Apps & Spiele, Bürobedarf & Schreibwaren, Computer & Zubehör usw. anzutreffen.
Das Plus-Zeichen + wird als Ersatzzeichen für & je nach Zusammenhang bzw. Textsorte zumindest toleriert.

### Zeichen für „et“ in „etc.“
Typographisch gesehen ist das Et-Zeichen eine Ligatur-Schreibweise des lateinischen Wortes et (dt. und). In älteren Texten, insbesondere englisch- und französischsprachigen, findet sich anstelle von „etc.“ auch die Schreibweise „&c.“ (→ et cetera).

### Informatik

#### Programmierung
In einigen Programmiersprachen steht das & für das bitweise UND oder, insbesondere in C und C++, für die Adressreferenzierung. In diesem Zusammenhang wird das Et-Zeichen als ampersand (engl.) oder als „Adressoperator“ bezeichnet.
Andere Programmiersprachen verwenden das & als besonderen Operator zur Verknüpfung mehrerer (Teil-)Zeichenketten zu einer gemeinsamen Zeichenkette.
In vielen Kommandozeilen-/Shell-/Script-Sprachen (insbesondere der Unix-Derivate) signalisiert das eine Kommandoliste abschließende &, dass diese Kommandoliste asynchron abzuarbeiten ist; in anderen fungiert & als Trennzeichen, wenn mehrere Befehle in derselben Zeile stehen (Cmd-Shell der Windows-NT-Familie).
Das Logische UND wird dagegen in vielen Programmiersprachen (C, C++, Java, JavaScript, PHP, Bash, …) durch ein doppeltes Et-Zeichen (&&) repräsentiert.
In vielen Implementierungen von Algol 60 wird & als Zehnerexponent für Zahlen vom Typ "real" verwendet.

#### World Wide Web
In einer URL steht das & zwischen den Parameter-Wert-Paaren der Query-Komponente.

## Herkunft/Entstehung

Beispiele für verschiedene Ausprägungen (Glyphen) des Zeichens, beginnend mit ursprünglichen Formen

Das Und-Zeichen ist eine in der Spätantike entstandene Ligatur aus den Buchstaben e und t (lateinisch et, deutsch und), deren Entwicklung in der karolingischen Minuskel zum Abschluss kam. Es wurde über das Mittelalter hinaus als normale Buchstabenverbindung ähnlich unseren heutigen fi- oder fl-Ligaturen benutzt.
Gleichbedeutend zum Und-Zeichen wird das in der irischen Schrift vorkommende tironische et noch heute im Irischen und Schottisch-Gälischen verwendet (⁊). Dessen Erscheinungsbild (Glyphe) weist ebenso wie das & eine große Vielfalt auf. Dieses Zeichen findet auch im deutschen Fraktursatz für die Abkürzung „⁊c.“ (für „etc.“) mit einer dem runden r ähnelnden Glyphe Verwendung.

## Englische und französische Bezeichnung
Die englische Bezeichnung ampersand ist eine Zusammenziehung von and per se and, was etwa heißt „und und an sich“.
Diese Formulierung kommt daher, dass in Schulen beim Aufsagen des Alphabets jedem Buchstaben, der auch für sich als Wort gebraucht werden kann (A, I und zeitweilig auch O), die lateinische Phrase per se „an sich“ vorangestellt wurde. Außerdem wurde das Alphabet im 19. Jahrhundert in England mit dem Zusatz „und &“ aufgesagt. So wird der Schluss zu X, Y, Z and per se and. Diese letzte Floskel wurde mit der Zeit zu ampersand verschliffen und in dieser Form um das Jahr 1837 in den allgemeinen englischen Sprachgebrauch übernommen.
Auch französische Schüler lernten das Zeichen am Ende des Alphabets, wo es als et per lui et aufgesagt und dann zu esperluette verschliffen wurde. Ein Vorschlag von 1807, das „barbarische“ esperluette durch et zu ersetzen, setzte sich nicht durch.

## Darstellung in Computersystemen und Ersetzung

### Kodierung
Im internationalen Zeichenkodierungssystem Unicode liegt & auf Position:
- U+0026 Ampersand (Und-Zeichen).

Im ASCII-Zeichensatz liegt das Zeichen auf der gleichen Position.
Im Internet-Dokumentenformat HTML und in XML wird das Zeichen folgendermaßen kodiert:
- &#x26; (hexadezimal),
- &#38; (dezimal) und
- &amp; (benanntes Zeichen).

In URLs:
- %26

### Tastatur
Auf der deutschen und Schweizer Tastatur liegt das Und-Zeichen auf der oberen Tastenreihe über der Ziffer 6 und kann mit Hilfe der Umschalttaste eingegeben werden. Bei der Neo-Tastaturbelegung liegt es auf Mod 3+Q.
Auf der englischen und der amerikanischen Tastatur liegt das Und-Zeichen ebenfalls in der oberen Tastenreihe, jedoch über der Ziffer 7.
Auch wenn die verwendete Tastatur das Zeichen nicht aufweist, kann es oft über eine entsprechende Funktion des Betriebssystems oder des jeweiligen Texteditors eingefügt werden.

### Ersetzung
Kann das Zeichen nicht dargestellt werden, weil es in der verwendeten Schriftart oder dem Zeichensatz fehlt, so sollte es durch das Wort „und“ ersetzt werden.
Das Zeichen ist sowohl im ASCII-Standard (und damit in Unicode) wie auch in EBCDIC enthalten und kann deshalb in allen modernen Computersystemen und -schriften problemlos weltweit dargestellt, verarbeitet, übertragen und archiviert werden.
In LaTeX muss dem Zeichen ein Backslash „\“ vorangestellt werden (also \&), da es sonst als Tabulatorzeichen interpretiert wird.
In HTML und XML leitet das Zeichen eine Zeichen-Entität ein. Es muss deshalb selbst durch die Ersatzdarstellung &amp; notiert werden. Diese Ersetzung darf, wenn sie automatisch erfolgt, nicht wiederholt durchgeführt werden, sonst würden sich Folgen der Form &amp;amp;amp;amp;… ergeben, die von einer einfachen Websuche oft gefunden werden.

## Ähnliche Zeichen
- U+214B ⅋ TURNED AMPERSAND
- U+FE60 ﹠ SMALL AMPERSAND
- U+FF06 ＆ FULLWIDTH AMPERSAND